# Bouchevilliers
Bouchevilliers – miejscowość i gmina we Francji, w regionie Normandia, w departamencie Eure.
Według danych na rok 1990 gminę zamieszkiwało 45 osób, a gęstość zaludnienia wynosiła 10 osób/km² (wśród 1421 gmin Górnej Normandii Bouchevilliers plasuje się na 833. miejscu pod względem liczby ludności, natomiast pod względem powierzchni na miejscu 725.).